# Гордосервон
Гордосервон (прев. Град Срба Гордоса) је древни град у Битинији, Мала Азија, у округу Никомедије, који се спомиње у византијским записима из 680. године.
Име града је изведено из имена Срба досељених у Малу Азију од стране византијског цара Констанса II (641-668), који су досељени из области око реке Вардар. Исидор, епископ града Гордосервона се помиње у 680/681. години као учесник Трулског сабора. Цар Јустинијан II je 691/692. године покренуо рат против Арапа, и у ту сврху скупио војску од 30000 Словена у Малој Азији и ставио је под команду извесног Небула, Словена из тих крајева. 
У бици код Себастополиса 692. године, арапски војсковођа Мухамед је подмитио Небула да, са 20000 ратника, промени страну, што је довело до пораза византијске војске, након чега је цар наредио да се остатак словенске војске погуби, заједно са женама и децом.
Град се задњи пут помиње почетком 13. века, у контексту српских насеља (грч. σερβοχώρια) у околини Никомедије.